# Lev Knipper
Lev Konstantinovitch Knipper (en russe : Лев Константинович Книппер) (3 décembre 1898 à Tiflis (aujourd'hui Tbilissi) – 30 juillet 1974 à Moscou) est un compositeur soviétique dont l'œuvre la plus célèbre est le chant Plaine, ma plaine, composé en 1934 comme partie chorale de sa 4e symphonie.
Il est nommé Artiste du peuple de l'URSS en 1974, peu de temps avant sa mort.

## Biographie

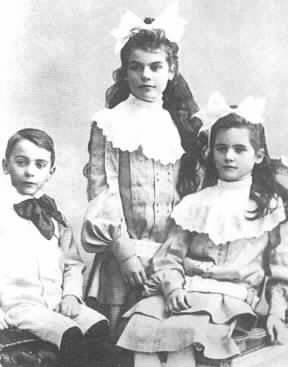
Lev Knipper enfant (à gauche) avec ses sœurs Olga et Ada

Lev Konstantinovitch Knipper est le fils de Constantin Leonardovitch Knipper (dont la sœur, Olga Knipper, épousa Anton Tchekhov) et d'Elena Iourievna Ried. Son père, dont la famille est originaire de Sarrebruck, est ingénieur des chemins de fer impériaux et s'installe à Tiflis pour son travail. C'est durant cette période que naissent les trois enfants du couple : Ada et Olga (qui devient une célèbre actrice sous le nom d'Olga Tschechowa), ses deux sœurs aînées, et Lev (ou Leo en allemand). Dans son enfance, il est soigné par Tchekhov d'une tuberculose osseuse. La famille déménage à Moscou, puis à Saint-Pétersbourg, où Contantin Knipper travaille au ministère des transports.
Sa vocation naît lorsqu'il accompagne ses parents, enfant, à un concert de la Sixième Symphonie de Tchaïkovski, l'émotion est si forte qu'il éclate en sanglots.
À la fin de la Première Guerre mondiale et à la chute de l'Empire russe, il est officier de la Garde blanche qui combat les Rouges en Russie méridionale. Après la défaite des Blancs, il prend la fuite dans le nouveau royaume de Yougoslavie, où il retrouve la troupe de théâtre de sa tante Olga Knipper pour laquelle il travaille et qu'il suit à Prague, puis en Allemagne. La troupe de théâtre rentre à Moscou, par la Scandinavie, en mai 1922.
Il commence à étudier la musique à l'âge de 23 ans à l'Institut Gnessine, dans la classe de Reinhold Glière. Présenté par sa tante Olga à la fondatrice Hélène Gnessine, il y entre d'abord comme administrateur, puisque les élèves ont tous entre sept et dix-sept ans.
Il part ensuite se soigner en Allemagne pendant quinze mois, où il étudie avec Philipp Jarnach et se met à composer des fox-trot et de la musique contemporaine. À son retour en Russie au début de 1924, il provoque la surprise par son originalité, à une époque de formalisme idéologique.
Il travaille ensuite pour le théâtre Nemirovitch-Dantchenko et au début des années 1930 se rend en expédition (il pratiquait l'alpinisme) dans le Caucase du nord et dans le Pamir soviétique, où il en profite pour étudier les musiques des peuples locaux. À partir de 1932, il devient musicien de l'Armée rouge et l'année suivante commence une carrière de chef d'orchestre.
Il compose cinq opéras, vingt symphonies, des musiques de ballet et de films.

## Vie privée
Lev Knipper est l'époux en premières noces de Lioubov Sergueïevna Zalesskaïa avec qui il a un fils, Andreï, en 1931. Il divorce pour épouser Maria Garikovna Melikova, dont il se sépare dans les années 1950.

## Récompenses
- prix Staline :
  - 1946 : pour sérénade pour orchestre à cordes
  - 1949 : pour la suite Chant de soldats pour un orchestre symphonique
- ordre de l'Insigne d'honneur : 1959

## Œuvre
- Contes de fées d'une idole de plâtre, première au théâtre de la Révolution à Moscou (1925)
- Candide, opéra d'après Voltaire (1926)
- Vent du Nord opéra sur l'assassinat de commissaires du peuple par les Britanniques pendant la guerre civile (1930)
- Vingt symphonies, composées entre 1927 et 1972.
- Sur le Baïkal, opéra (1948)
- Concerto pour violoncelle, sept cuivres et deux timbalum (1962), dédié à Mstislav Rostropovitch, qui le crée à Moscou le 25 février 1964
- Le Petit Prince, opéra d'après l'œuvre de Saint-Exupéry (1964)
- Radif, Suite sur des thèmes iraniens.